# Grains anciens

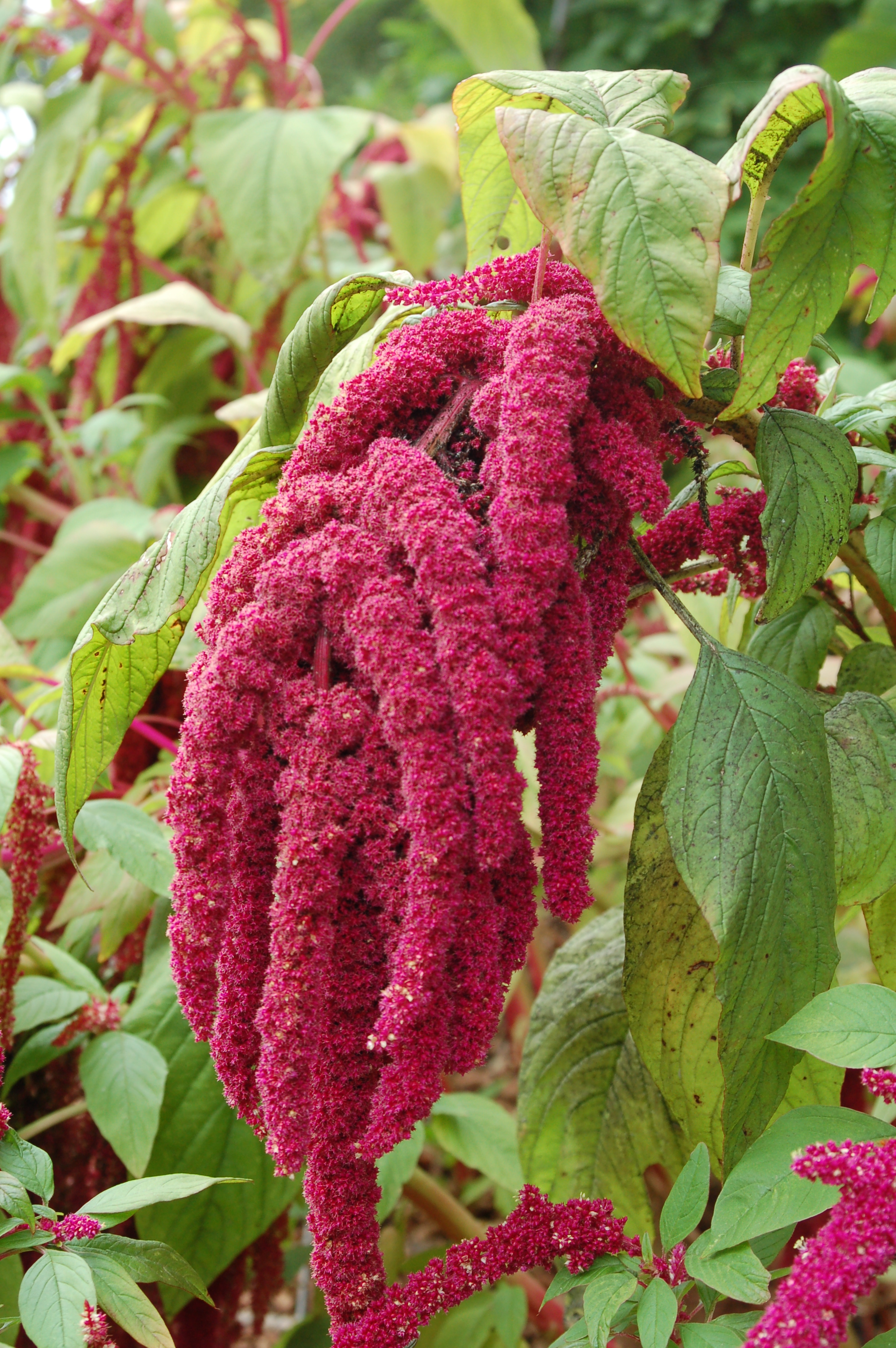
Amaranthus caudatus, espèce d'amarante cultivée à des fins alimentaires et ornementales.

Les grains anciens sont un ensemble de grains de céréales et de pseudocéréales qui sont considérés comme ayant été peu modifiés par la sélection variétale au cours des derniers millénaires, par opposition aux céréales les plus répandues telles que le maïs, le riz, le seigle et les variétés modernes de blé, qui sont le résultat de milliers d'années de sélection continue.
L'appellation quasi désuète de menus grains recouvre sensiblement le même ensemble de céréales mais était autrefois basée sur des critères de popularité, d'économie et de fiscalité (dîme). Loin d'être des céréales secondaires, ils ont pu, dans le passé même récent, constituer l'essentiel de la ration de nombreuses populations alors que le blé tendre permettant de boulanger le pain blanc était réservé aux couches aisées. « Menus grains » a pu aussi concerner des lots de grains trop petits ou dépréciés des céréales à gros grains et même parfois les graines de légumineuses et autres. Les menus grains s'excluaient des gros grains : blé, seigle, méteil de blé-seigle. La place du maïs, de l'orge et de l'avoine dans ces classements a varié au cours du temps et selon les régions.
Les grains anciens sont souvent commercialisés comme étant plus sains que les grains modernes, bien que leurs avantages pour la santé soient contestés par certains nutritionnistes,.
Il est cependant certain que la sélection des variétés boulangères depuis 1940 a été menée en particulier sur la force boulangère pour obtenir des glutens plus tenaces recherchés en boulangerie industrielle et l'effet de ces nouvelles méthodes de boulangerie sur la digestibilité du gluten a peut-être été sous-estimé.
Il serait plus pertinent (mais moins parlant) de les définir comme des cultivars anciens d'espèces rustiques car des plantes comme l'avoine, l'orge, le sorgo, le millet des oiseaux et le sarrasin font depuis longtemps l'objet de programmes de sélection modernes.
Le blé moderne est une espèce hybride descendant de trois graminées  sauvages (taxonomie du blé) avec pour intermédiaire l'amidonnier et qui a subi une sélection intense; il est par ailleurs toujours possible de se procurer des cultivars anciens de blé notamment des variétés-populations (semence paysanne) même si la législation sur l'utilisation des semences varie selon les pays.

## Liste de grains anciens
Cette liste est provisoire et contestable suivant que l'on considère que la céréale a été très modifiée ou pas, ce qui est difficile à estimer par exemple pour le sorgo, l'avoine, le riz africain, l'orge, ou même l'épeautre.
On peut distinguer :
- Les blés au sens large : épeautre, blé khorasan (Kamut), blé hérisson, blé poulard, engrain (petit épeautre), amidonnier
- Les  mils : sorgo, mil à chandelle, millet commun, millet des oiseaux, éleusine, echinochloa frumentacea, fonio blanc et fonio noir, Paspalum scrobiculatum
- Les autres céréales dites secondaires : orge, teff, coïx, avoine, riz sauvage, riz africain
- Les pseudocéréales : quinoa, canihua, amarante, sarrasin et chia[2],[8],[9],[10],[11].

Une autre distinction pourrait être faite entre céréales à grains vêtus et céréales à grains nus. Tous les blés sauvages ancêtres des céréales sont en effet à grains vêtus (Taxonomie du blé#Grains vêtus et grains nus) ; ces grains conservent leurs enveloppes à la récolte et sont généralement décortiqués pour être utilisés en alimentation humaine. Ce sont aujourd'hui pour ce qui concerne les grains anciens : l'engrain, l'épeautre, l'orge, l'avoine vêtue, le riz africain, le fonio,  ...

## Histoire
Pour un article plus général, voir Histoire de l'agriculture.
L'origine de la culture des grains remonte à la Révolution néolithique, il y a environ 10 000 ans, lorsque les communautés préhistoriques sont passés du stade de chasseurs-cueilleurs à celui d'agriculteurs. Les variétés modernes de céréales ont été développées au fil du temps en profitant des mutations, culture sélective, croisements et enfin méthodes des biotechnologies,.
On estime cependant que les grains anciens sont en partie inchangés par rapport aux formes domestiquées initialement.
Certains grains anciens ont été idolâtrés et utilisés par diverses civilisations anciennes, des Aztèques aux Grecs et aux Égyptiens.
Le quinoa, considéré comme la « mère de tous les grains », était sacré pour les Incas.
L'amarante a également été considérée comme sacrée par les Aztèques, et était utilisée lors de cérémonies religieuses, sa culture étant interdite par les autorités coloniales espagnoles. 
Les grains de farro sont mentionnés dans l'Ancien Testament,.
Dès le début du Moyen Âge, le blé dur remplace l'amidonnier dans les zones méditerranéennes, le blé tendre et le seigle dans les zones plus froides remplacent l'épeautre; le sarrasin apparait à la même époque en Europe et s'installe durablement dans les régions à sols acides à condition toutefois que cette culture d'été ne soit pas ravagée par le grand gibier ou les troupeaux pratiquant la vaine pâture. Ces régions correspondent aux pays de bocage issus de la tradition celtique où l'open-field est rare : Sud-Ouest de l'Angleterre, Grand-Ouest et Massif Central en France. Les mils (panis-setaria italica, sorgos-sorghum bicolor) et le sarrasin continuent à être cultivés de façon importante jusque dans les années 1820-1830 malgré les injonctions des physiocrates et des économistes car ils demandent moins d'investissement et moins de travail que les cultures sarclées tout en permettant une rotation des cultures suffisante et en accroissant la sécurité alimentaire. Ces cultures sont en effet appelées des « mars », c'est-à- dire des cultures de printemps ; cela permet de répartir les risques et les pointes de travail, le seigle et le blé tendre étant très généralement semés en hiver. Après 1830, l'engouement général pour les céréales panifiables, la baisse du prix des engrais et amendements et la mécanisation entraînent leur quasi-disparition dans les pays industrialisés.
Ils ont été de tout temps utilisés pour l'alimentation des animaux de préférence aux céréales panifiables à gros grains qui pouvaient être vendues plus cher. Lorsque l'on était à court de fourrages, on faisait parfois pâturer l'avoine ou les mils par les  ruminants, ce qui est peut-être à l'origine de l'expression « manger son blé en herbe ». À partir du XVIIIe siècle, les droits de glandage et ramassage des chataignes dans les forêts sont sévèrement limités. Ces mesures préjudicables à l'élevage en liberté, et même parfois en transhumance, des cochons entraînent alors un regain d'intérêt pour les menus grains et le maïs dont on réserve une partie pour la nourriture des porcs et volailles.
Une réputation d'aliment de santé est attachée à ces grains au moins depuis l'Antiquité.
Aux États-Unis, la première référence aux grains anciens en tant qu'aliments de santé a été publiée dans le Daily News de New York en 1996.
La popularité des grains anciens comme aliments y a depuis lors augmenté et en 2011 le marché américain des aliments sans gluten était évalué à 1,6 milliard de dollars.
En 2014, la société américaine, General Mills a lancé un produit contenant des « grains anciens » sous la marque « Cheerios + Ancient Grains »,.

## Bénéfices pour la santé
Les promoteurs des grains anciens affirment qu'ils sont riches en protéines, en acides gras oméga-3 et en antioxydants. Selon certains nutritionnistes, les grains anciens ne sont pas intrinsèquement plus sains que les grains modernes, les grains anciens et modernes ont des avantages similaires pour la santé lorsqu'ils sont consommés sous forme de grains complets,. 
Le classement des grains en céréales et pseudo-céréales n'a évidemment pas de valeur taxonomique et  l'appellation « Ancient grains » en Amérique du Nord a pu être motivée par des considérations commerciales,.
Certains grains anciens, mais pas tous, sont sans gluten. Les pseudo-céréales comme l'amarante, le quinoa, le sarrasin sont sans gluten, mais les graminées comme  l'avoine et les blés anciens, comme l'épeautre, l'engrain et le blé de Khorasan, par exemple, en contiennent,. L'engrain, le blé hérisson, l'orge et le seigle en contiennent peu. D'autres graminées comme le teff et le sorgho comportent un gluten très différent. 
Les blés durs modernes destinés à la fabrication de pâtes et les blés tendres modernes destinés à la boulangerie et à la viennoiserie ont été sélectionnés pour leur teneur en gluten et la résistance de ce gluten (force boulangère) et son adaptation aux nouvelles méthodes industrielles. Les conséquences de cette sélection sur la digestibilité du gluten sont insuffisamment connues et font l'objet d'évaluation. 
Les pseudo-céréales et dans une moindre mesure les grains anciens de céréales présentent un meilleur équilibre en acides aminés essentiels que les céréales modernes, ce qui peut être un avantage dans le cadre de régimes sans produits animaux (vegan) ou pour les personnes suivant des recommandations religieuses (parfois dans l'hindouisme, le bouddhisme...) mais ne constitue pas une nécessité avec une alimentation moderne variée. 

## Renouveau des cultures de grains anciens
Les grains anciens sont l'objet d'un intérêt renouvelé dans les agricultures de conservation et en particulier en agriculture biologique. Ils sont parfois appréciés pour leur qualité de rusticité même en culture conventionnelle (voir par exemple Triticum compactum#Culture et utilisation). Leurs débouchés sont constitués principalement par l'alimentation biologique, l'alimentation végane et diététique, en particulier celle des personnes sensibles au gluten. Plus généralement ils sont appréciés par des consommateurs désireux de varier leurs repas avec des aliments digestes au goût jugé plus authentique,. Il est courant de trouver dans les rayons d'alimentation des magasins bio 7 ou 8 farines et grains différents de céréales anciennes. Les paysans-boulangers, artisans qui font du pain à partir de céréales qu'ils cultivent eux-mêmes utilisent généralement des céréales panifiables anciennes.
Une étude récente montre que dans des  essais en conditions ordinaires de cultures épeautre, engrain et amidonnier peuvent obtenir des taux de gluten comparables ou supérieurs à celui du blé tendre et qu'en agriculture conventionnelle l'efficacité des apports d'azote pour obtenir des taux élevés de protéines et de gluten est supérieure pour les grains anciens. Des études sont en cours en France pour préciser ces valeurs en culture bio et avec des variétés anciennes.

## Galerie

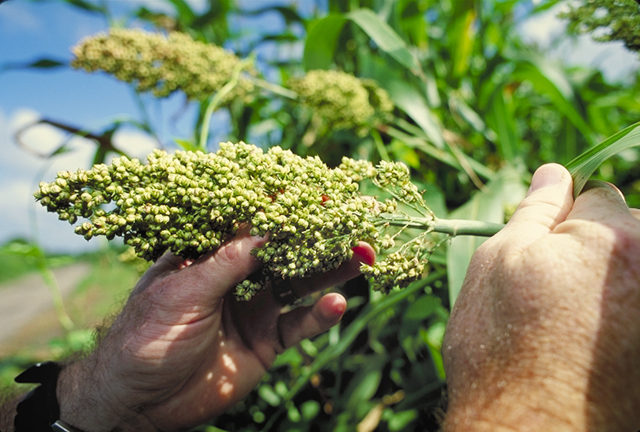
Sorgho.
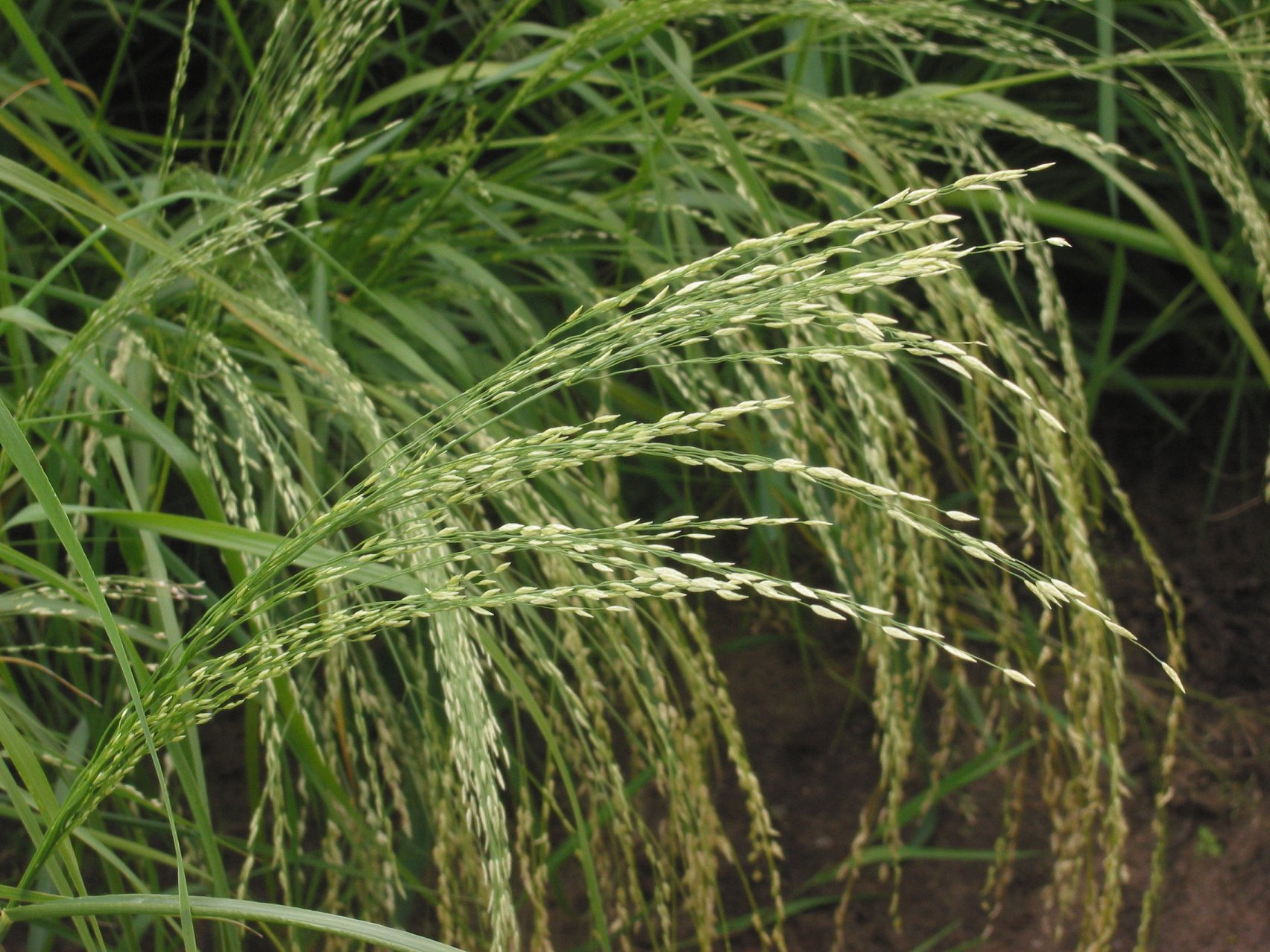
Teff.
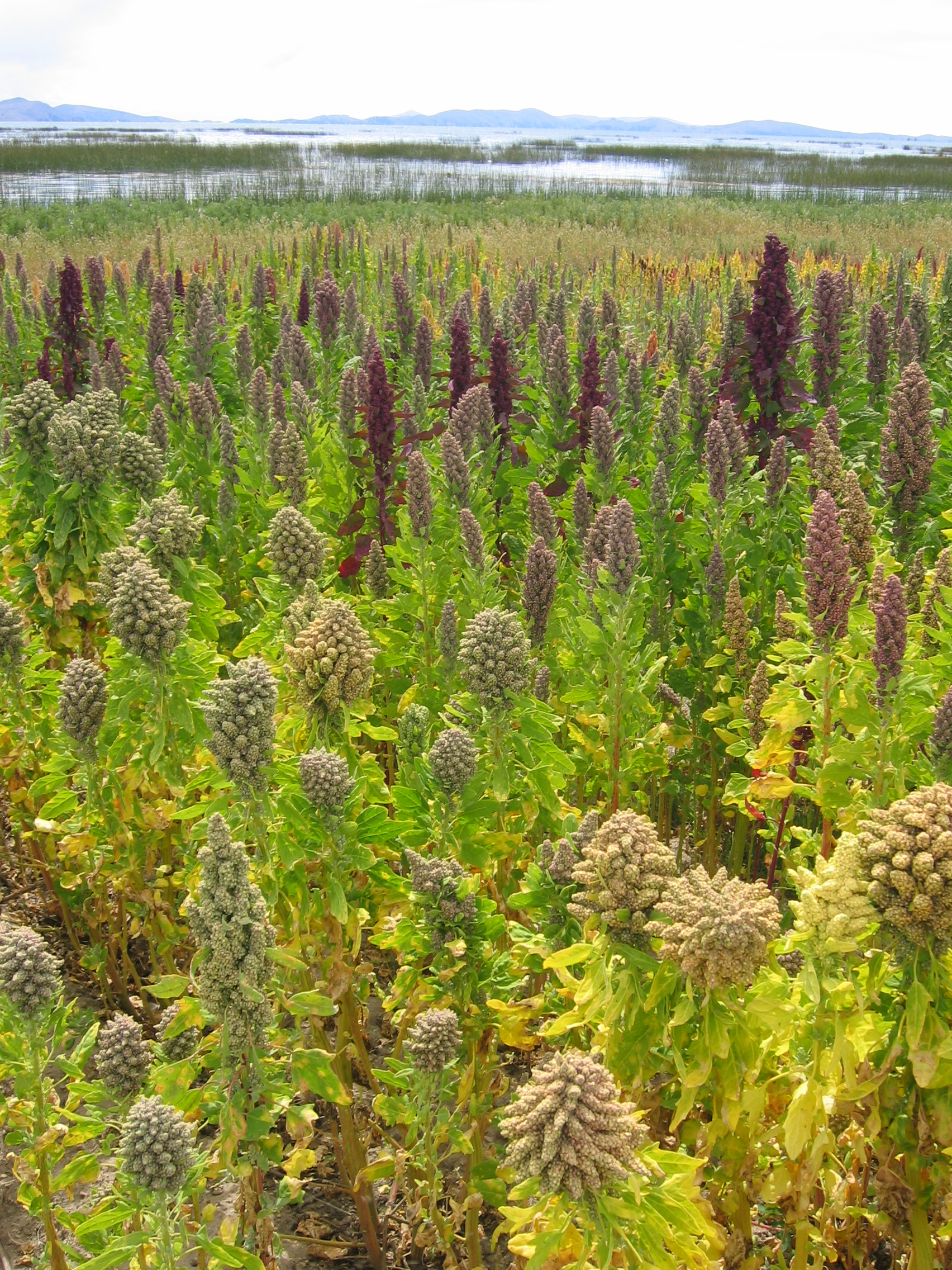
Quinoa.
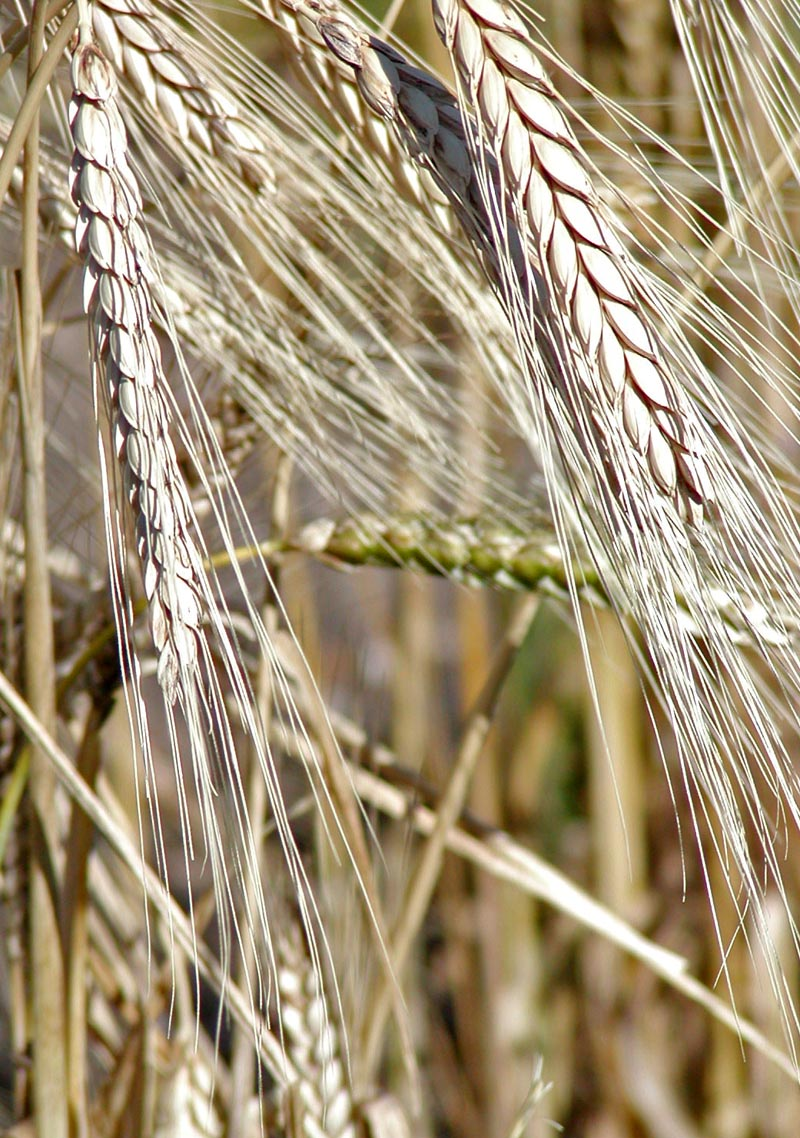
Blé de Khorasan (kamut).
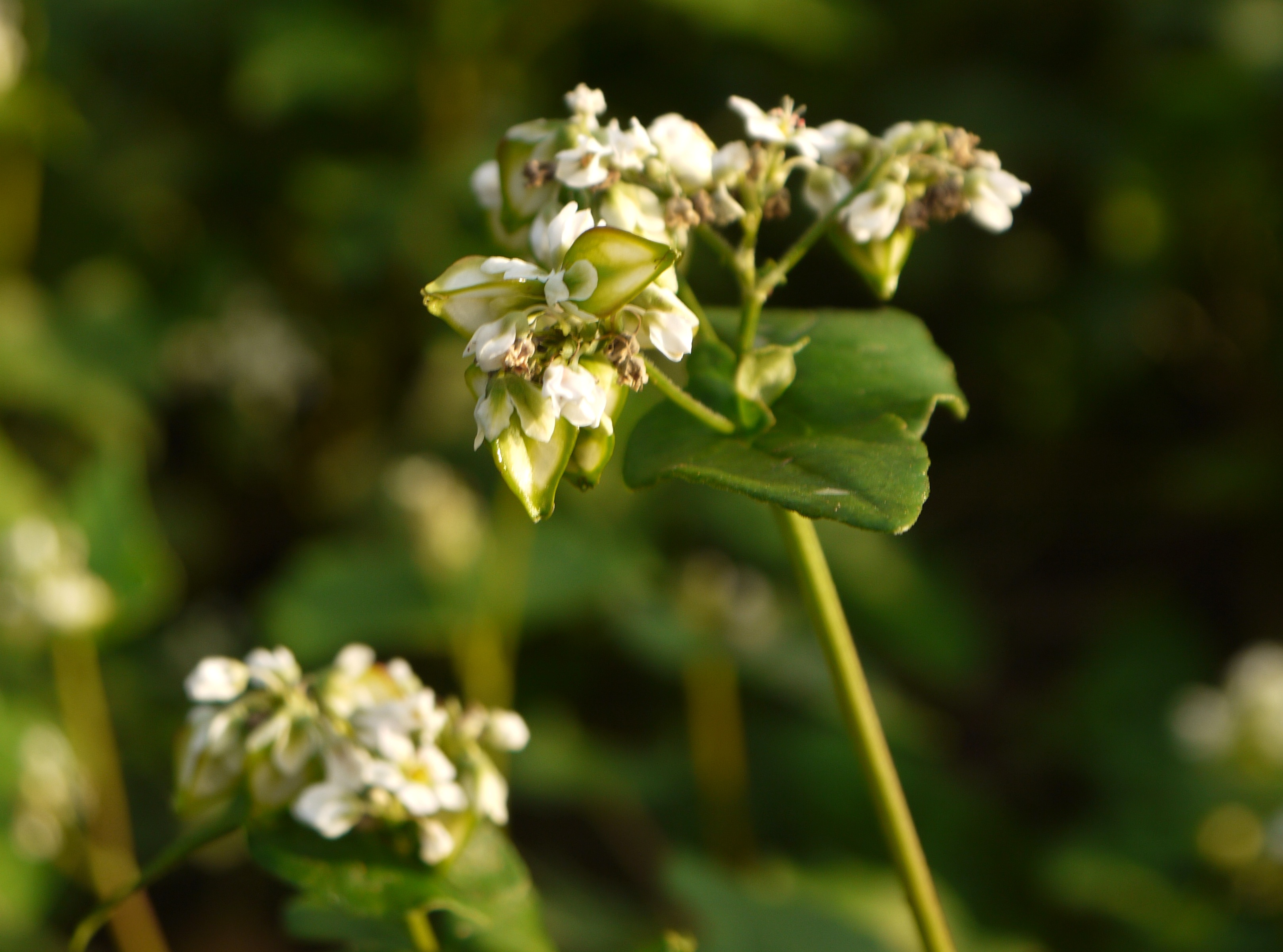
Sarrasin.
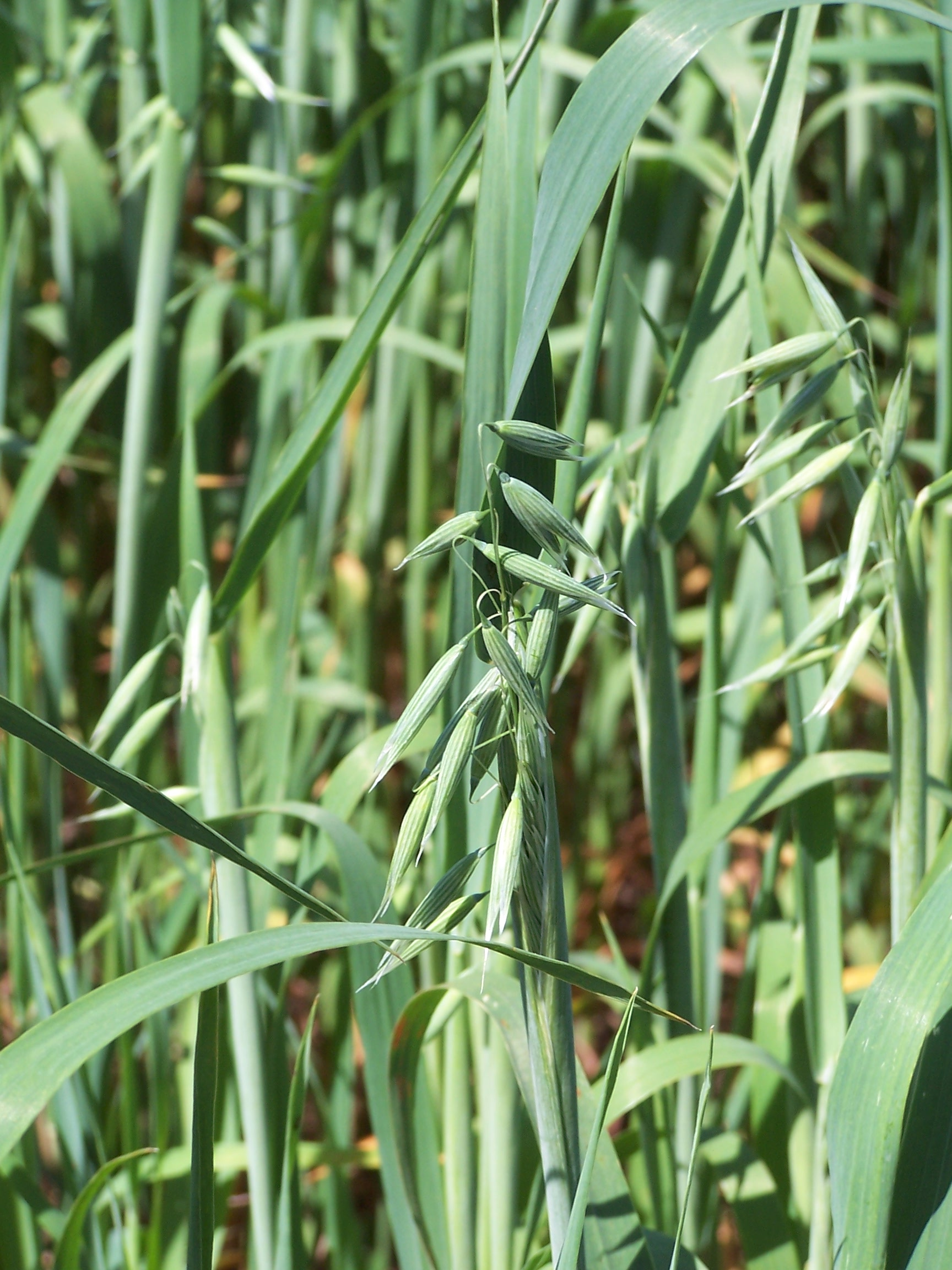
Avoine
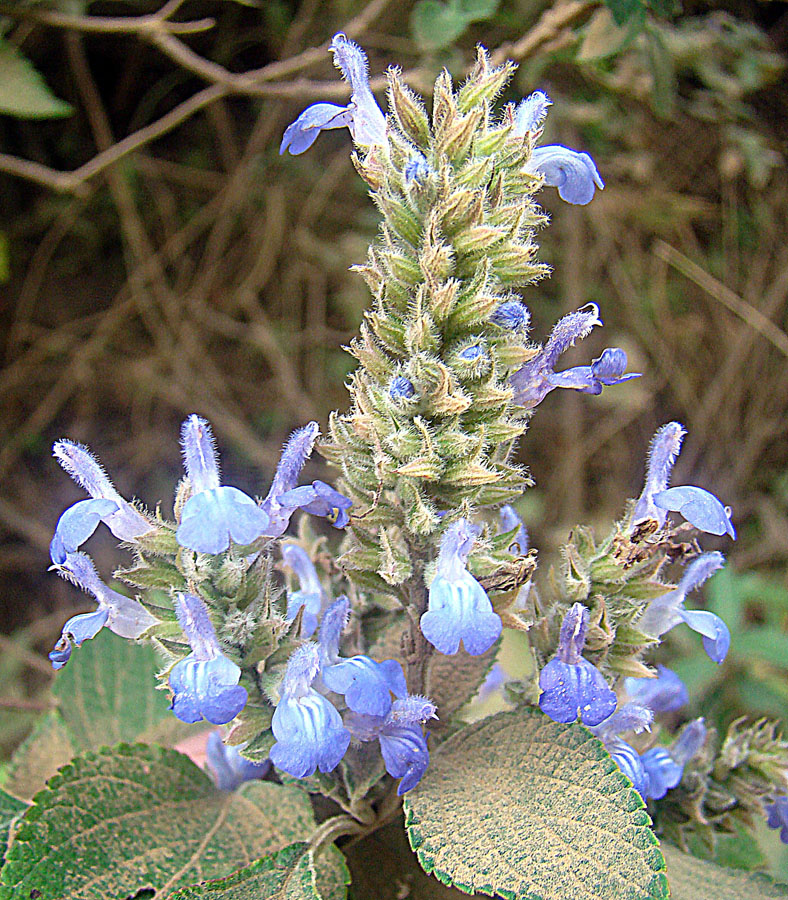
Chia.
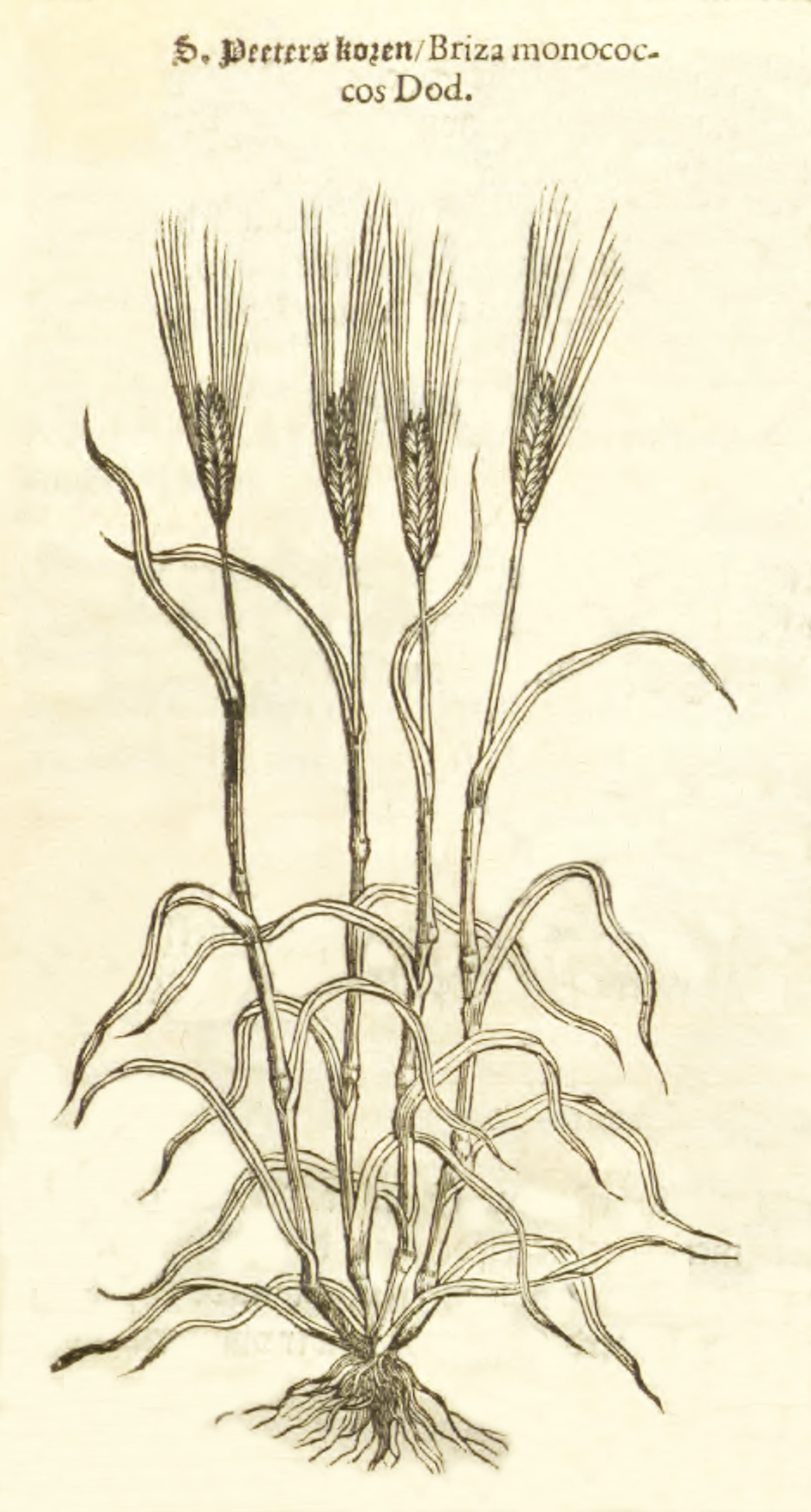
Engrain
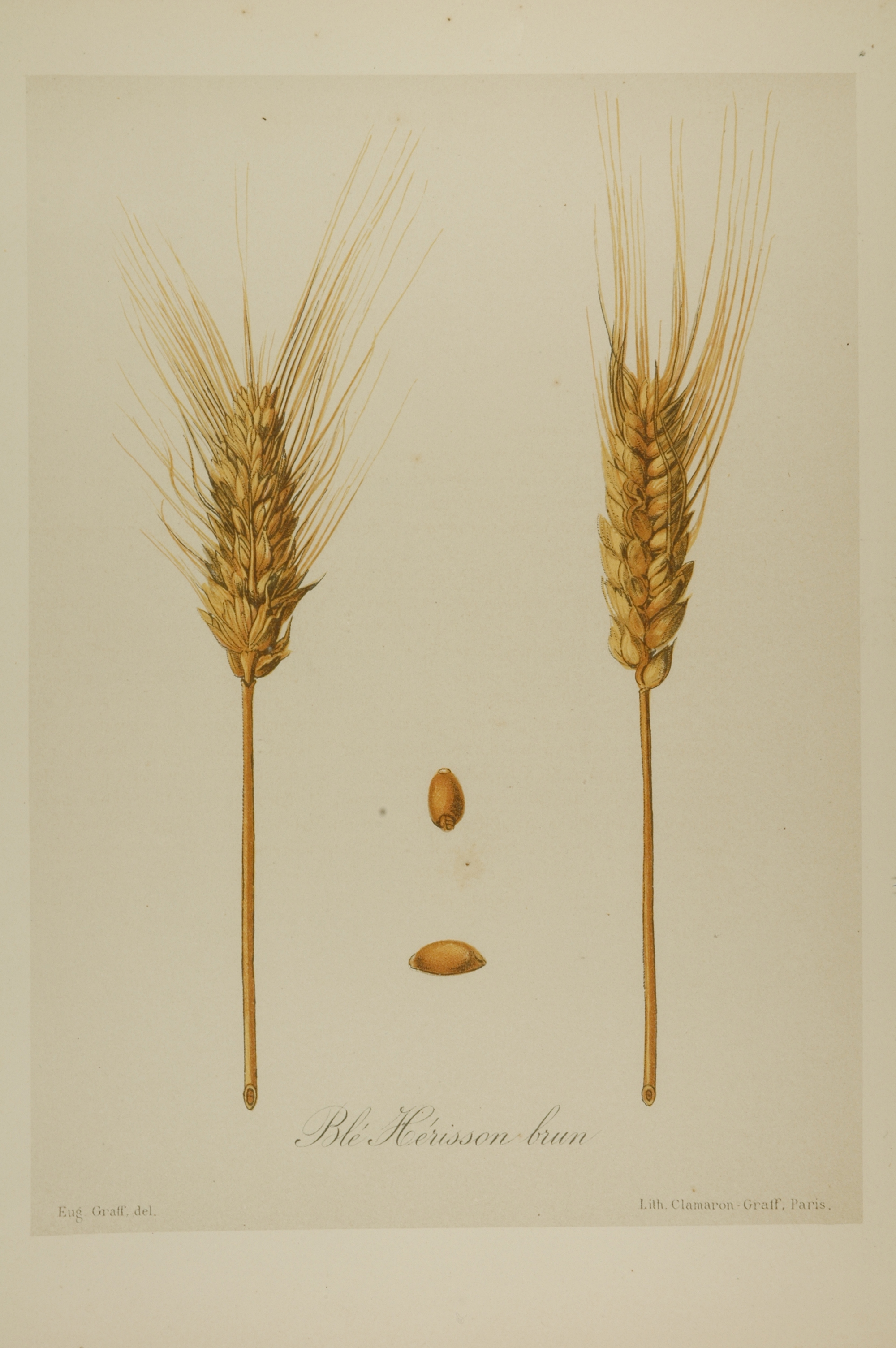
Blé hérisson dit aussi blé compact
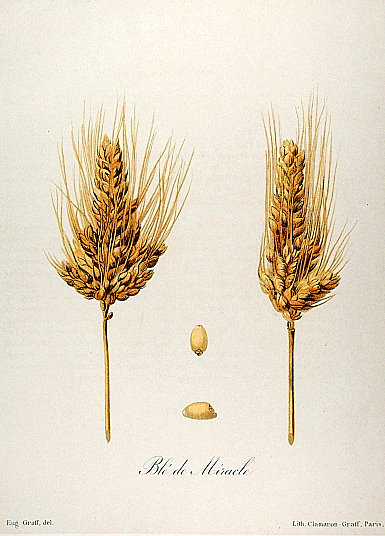
Blé poulard : cultivar « blé de miracle ».
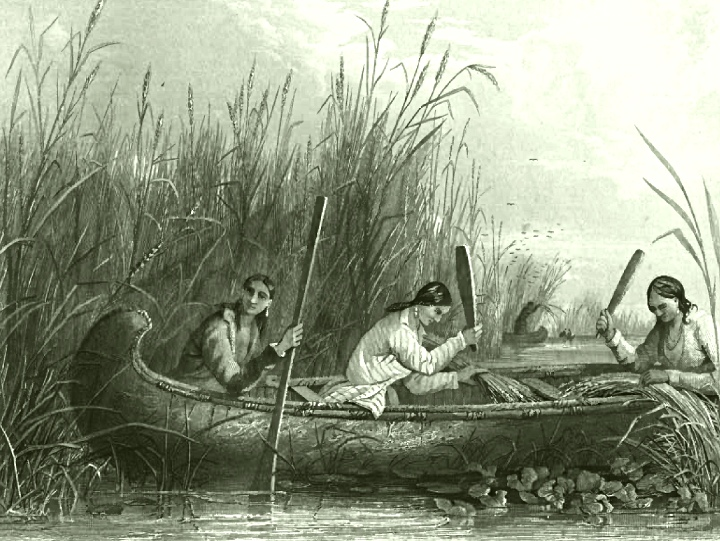
Récolte du riz sauvage (zizanie) en Louisiane vers 1853
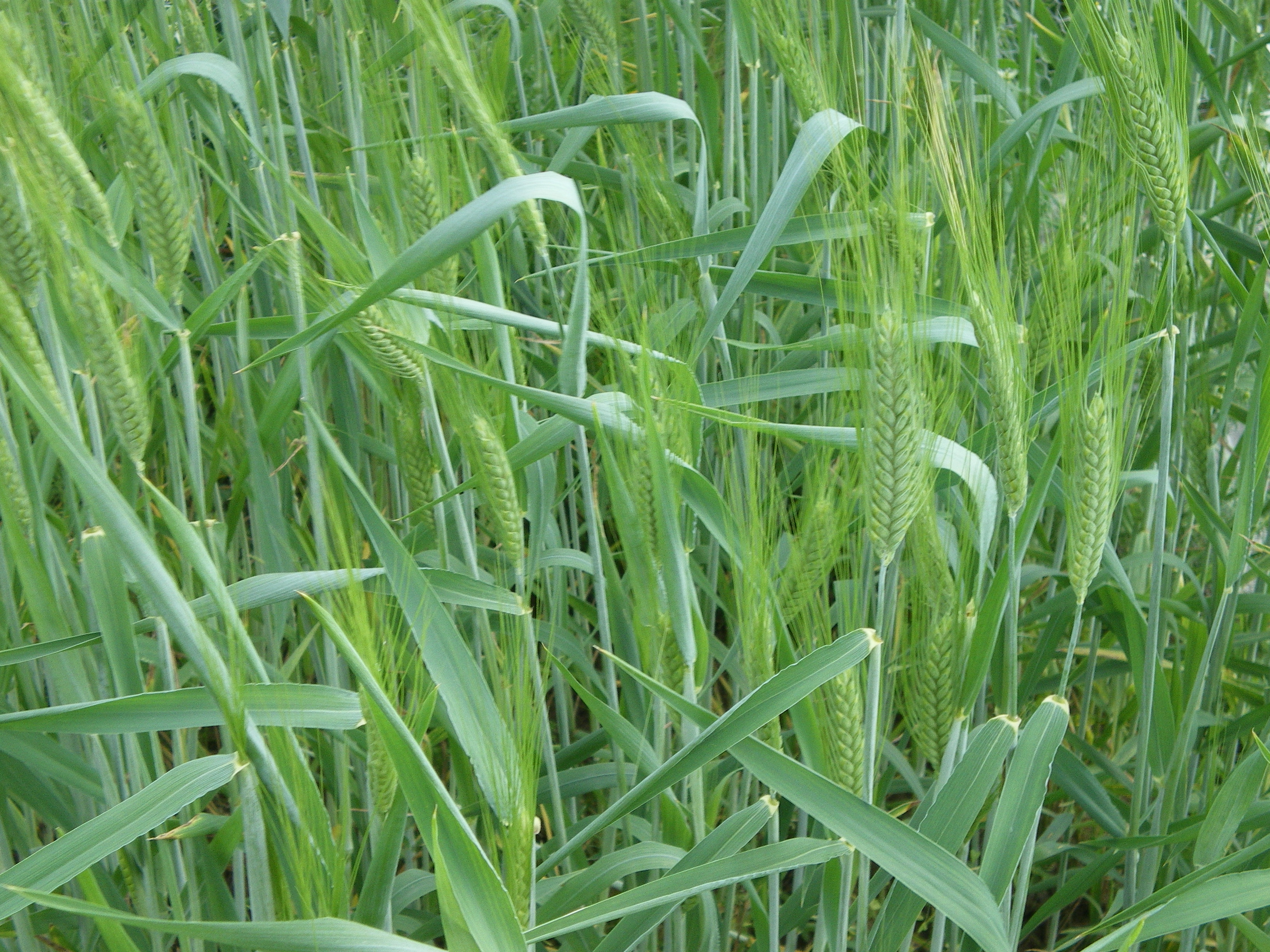
Amidonnier juste après l'épiaison
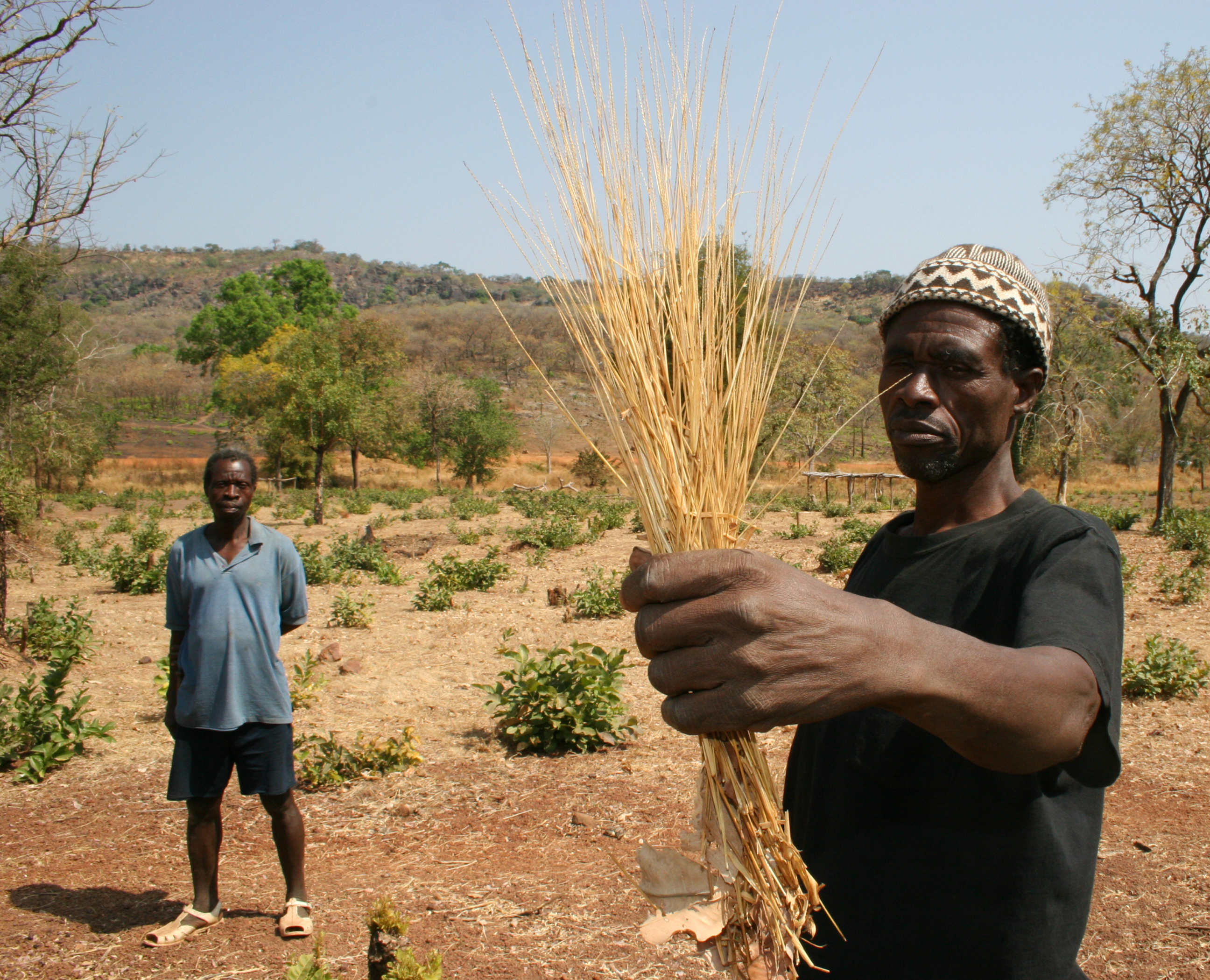
Fonio blanc, Sénégal
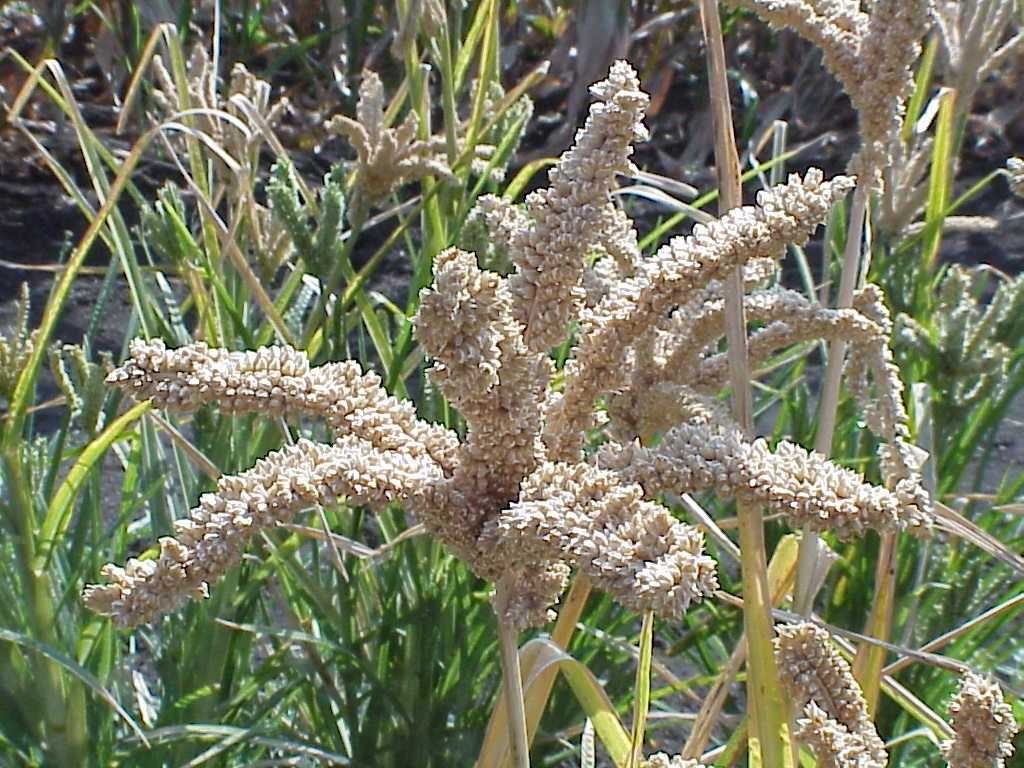
Millet rouge (éleusine), Éthiopie
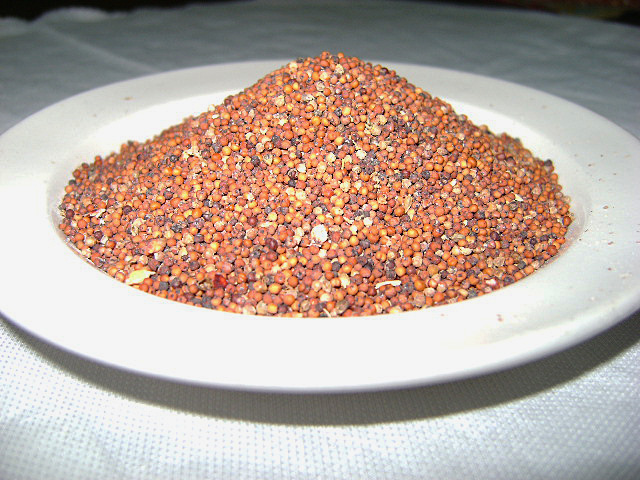
Graines de millet rouge (éleusine), Burundi
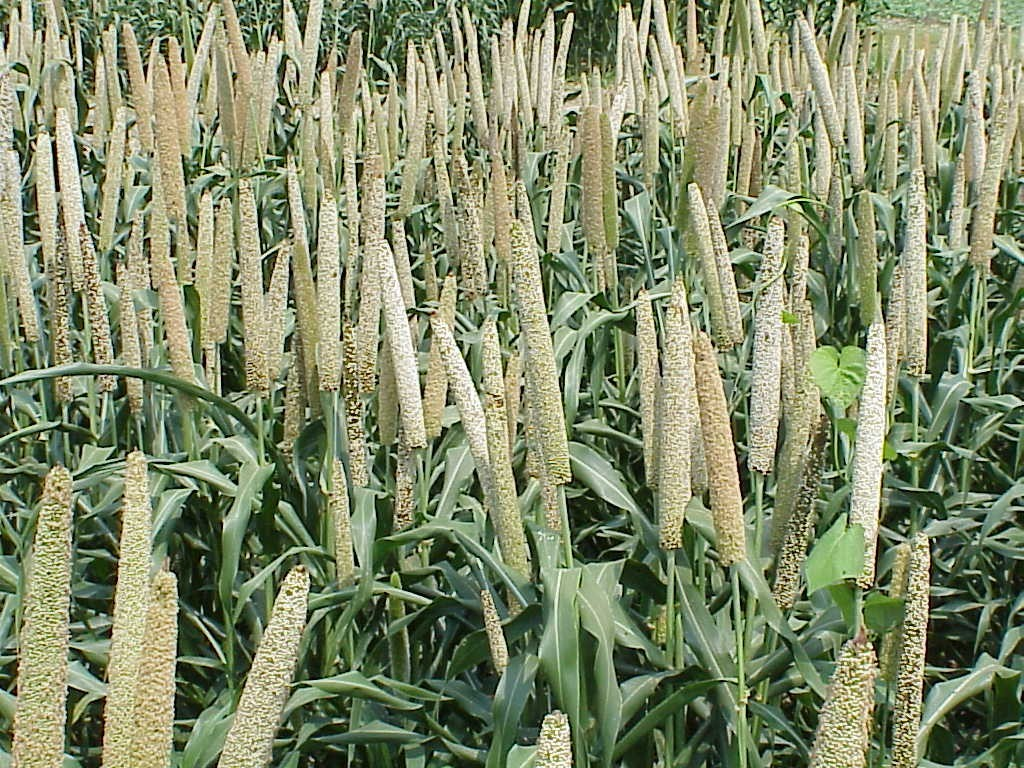
Mil à chandelles, Géorgie (États-Unis)
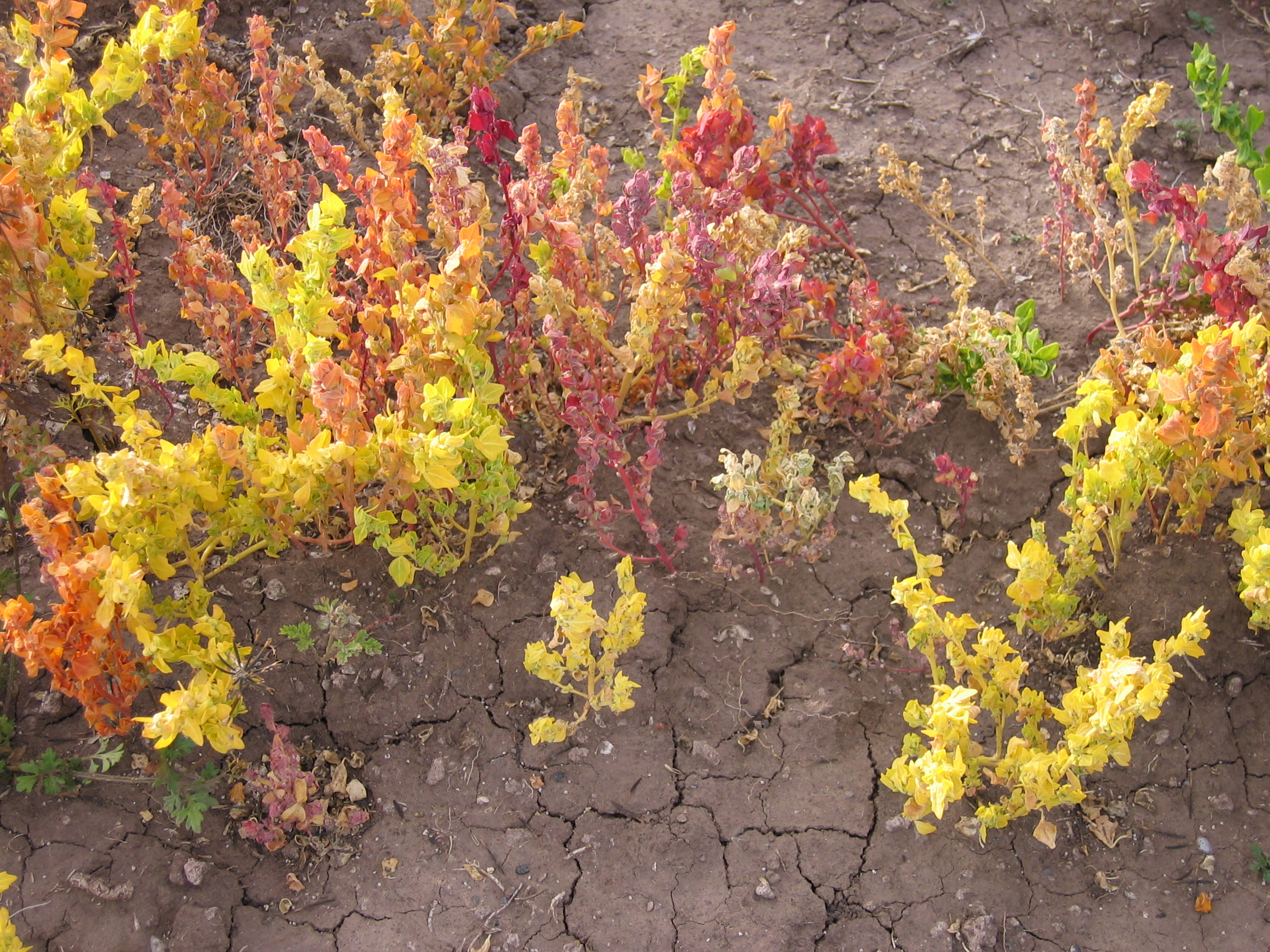
Canihua (chénopode proche du quinoa) à 3900 m d'altitude, Pérou
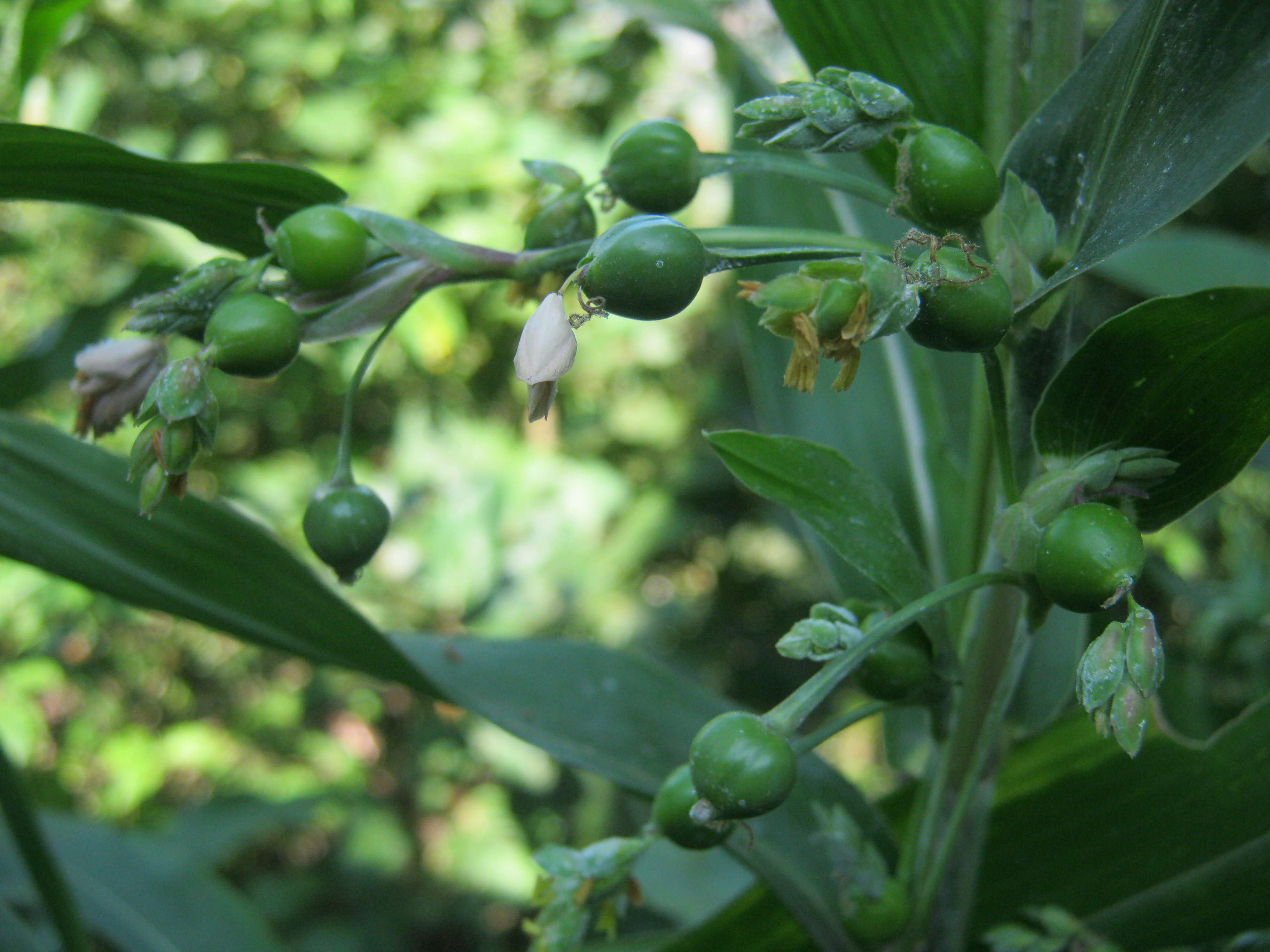
Fleurs et grains de coïx larmes de Jacob
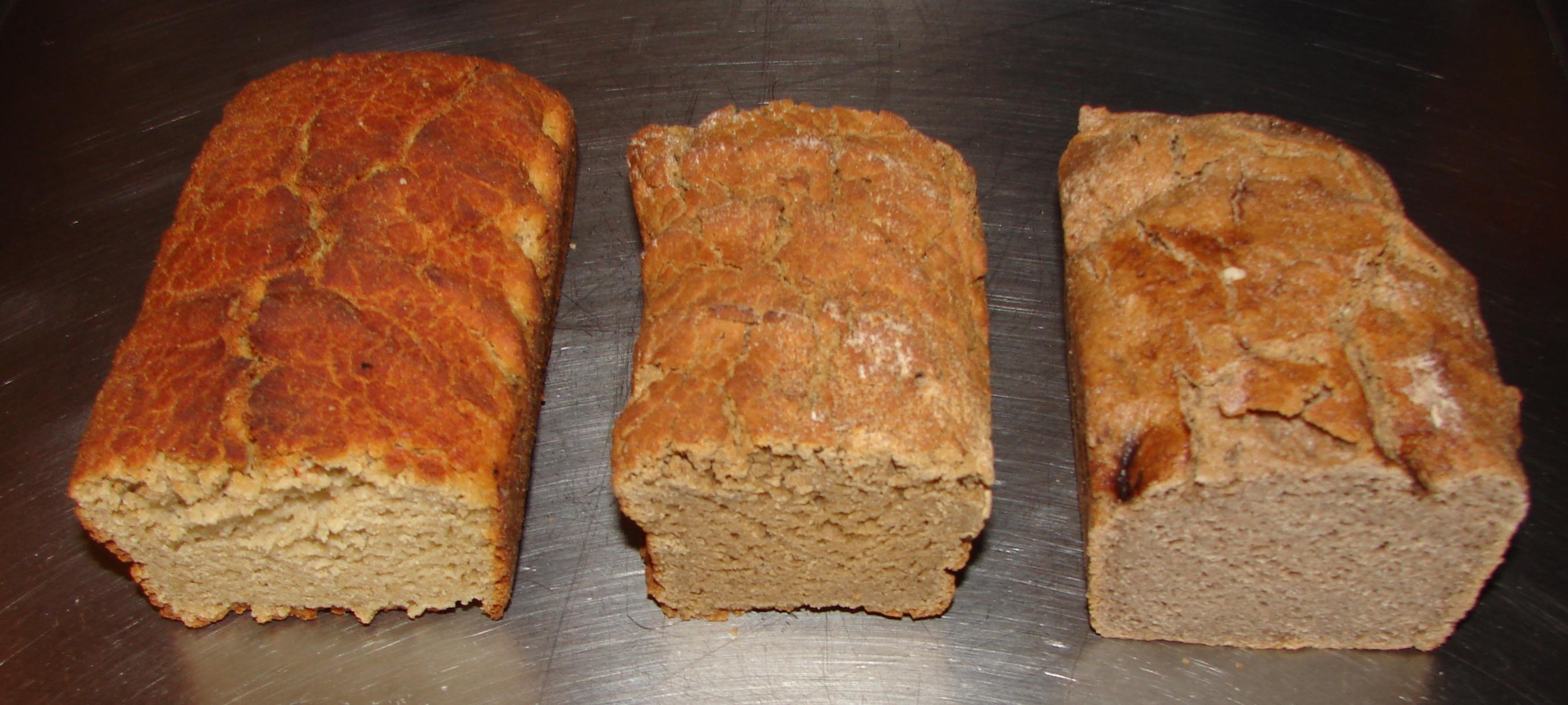
Pains à base de quinoa, de teff et de sarrasin
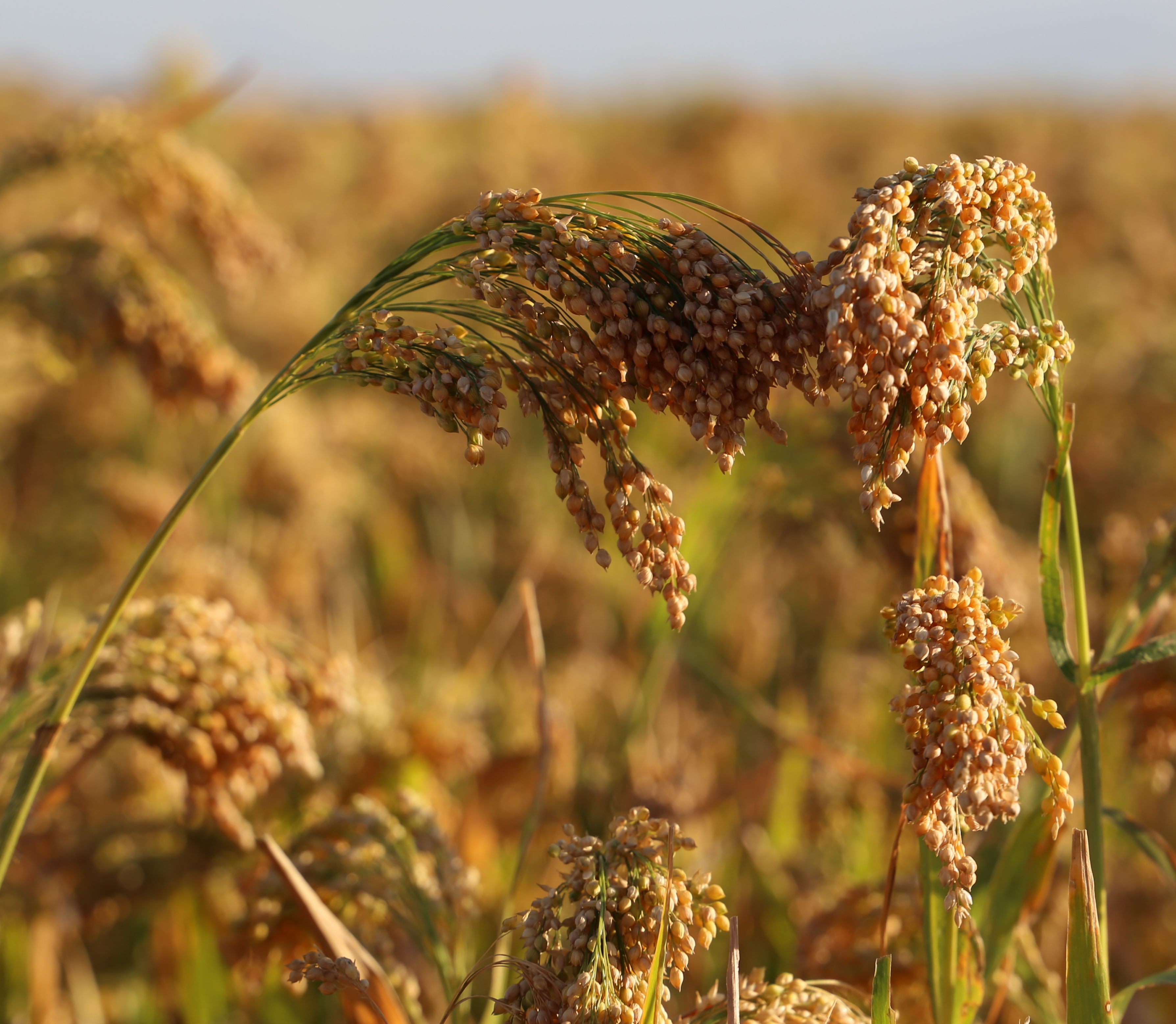
Épis de millet commun (panicum milliaceum) à maturité
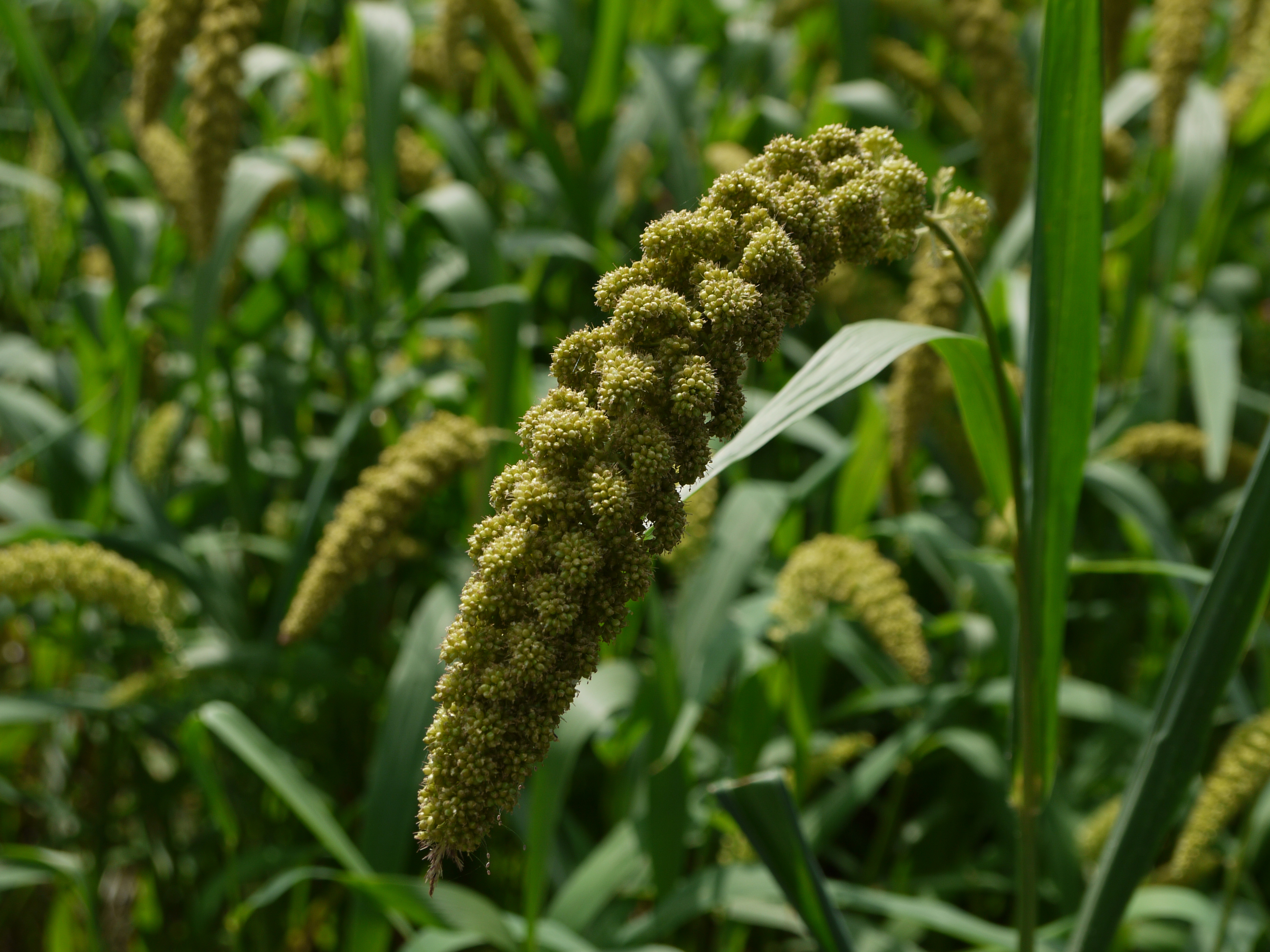
Millet des Oiseaux ou panis (Setaria italica)
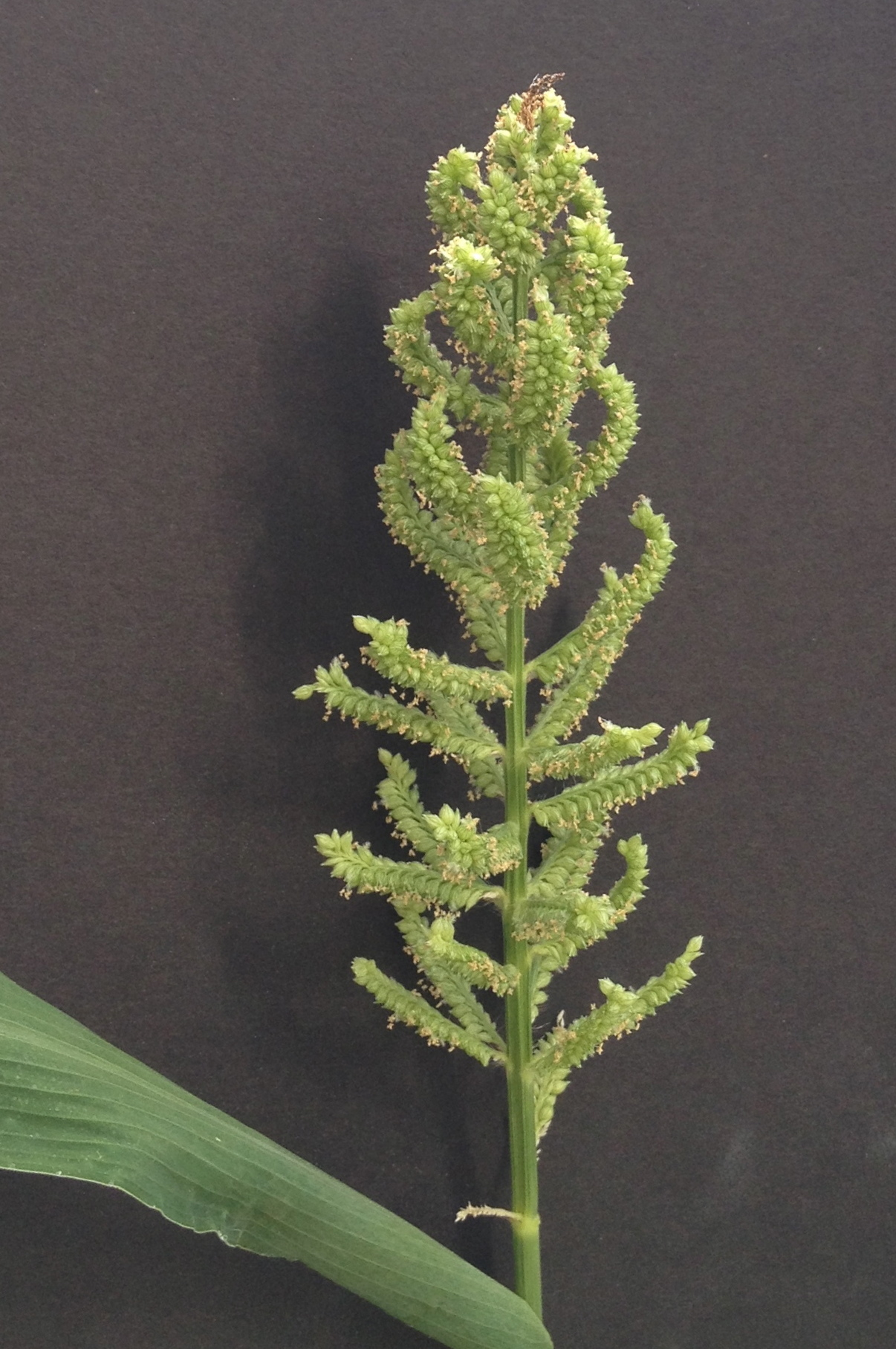
Echinochloa frumentacea,  panic d'eau ou millet du Japon
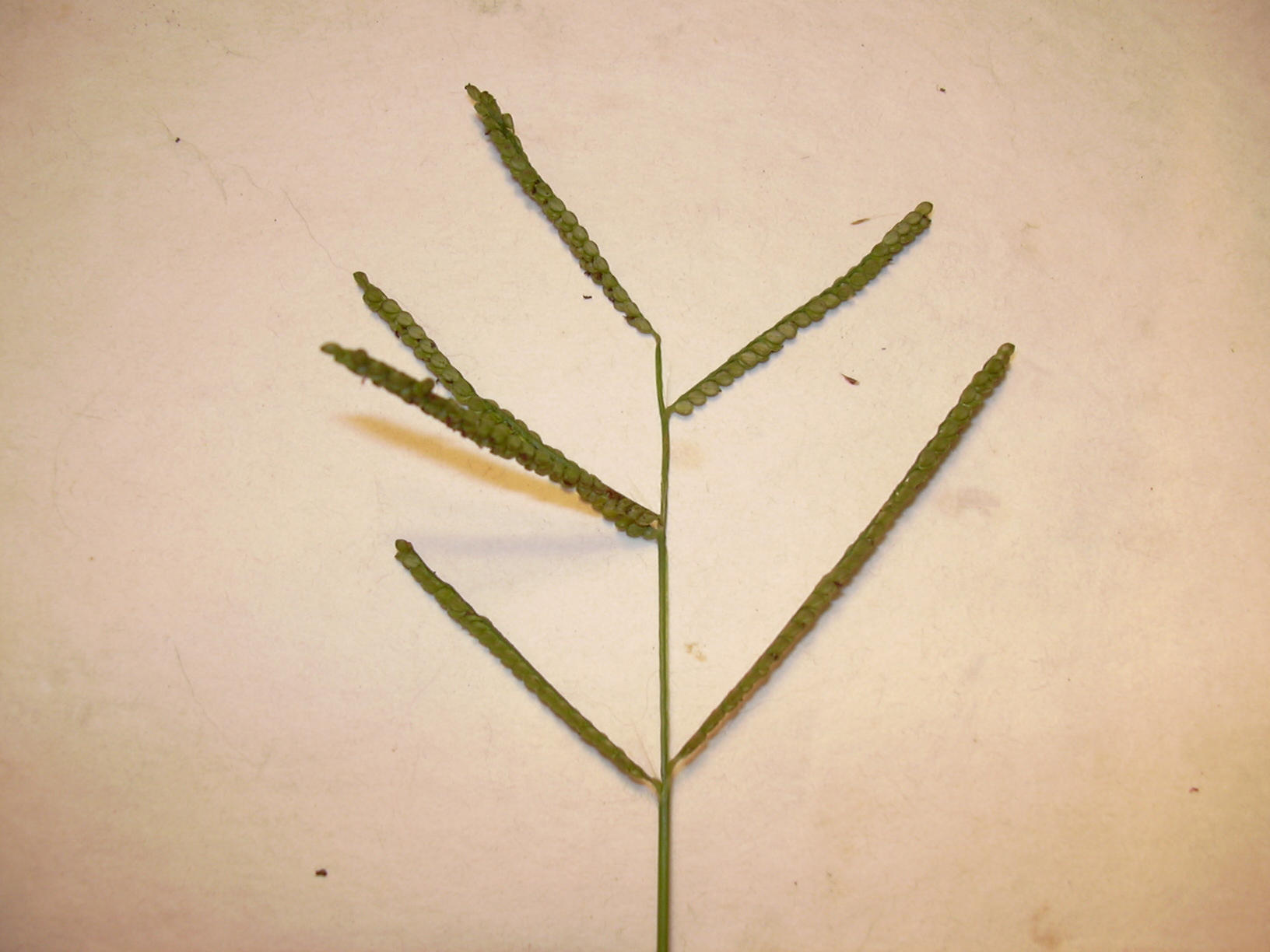
Paspalum scrobiculatum, régions sèches d'Asie et d'Afrique
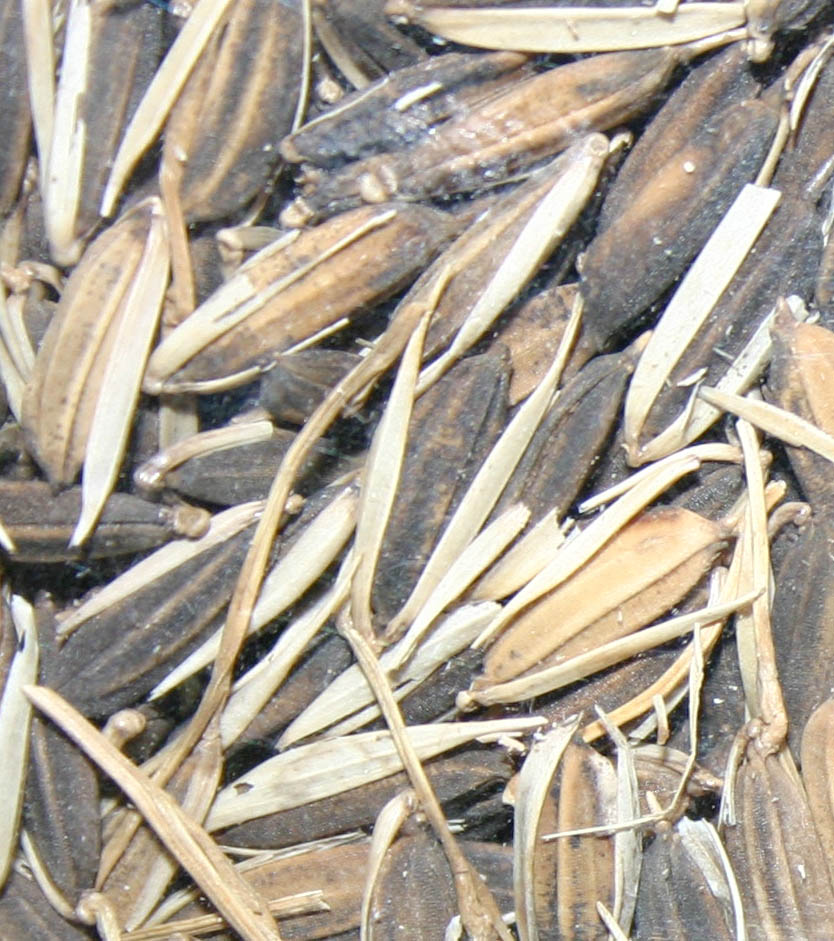
Riz africain avec ses balles non comestibles